# (14940) Freiligrath
(14940) Freiligrath est un astéroïde de la ceinture principale.

## Description
(14940) Freiligrath est un astéroïde de la ceinture principale. Il fut découvert le 4 mars 1995 à Tautenburg par Freimut Börngen. Il présente une orbite caractérisée par un demi-grand axe de 2,58 UA, une excentricité de 0,04 et une inclinaison de 5,1° par rapport à l'écliptique.

## Compléments